# The Science of Discworld
The Science of Discworld is een boek, geschreven door Terry Pratchett, Ian Stewart en Jack Cohen. Het boek bestaat uit 45 hoofdstukken die afwisselend over de Discworld (de hoofdstukken die een oneven nummer dragen) en over de aarde handelen (de hoofdstukken die een even nummer dragen).
In de hoofdstukken over de Discworld wordt beschreven hoe tovenaars door middel van een mislukt magisch experiment een nieuw universum creëren met daarin een vreemde, ronde wereld (Roundworld). Deze ronde wereld doorloopt in een snel tijdsbestek de ontwikkelingen zoals deze aan de Aarde worden toegeschreven.
In de andere hoofdstukken worden op populairwetenschappelijke wijze theorieën over onder meer het ontstaan van het heelal, de aarde en het leven toegelicht.
Later kwamen nog drie delen uit: The Science of Discworld II: The Globe, The Science of Discworld III: Darwin's Watch en The Science of Discworld IV: Judgment Day.